# Idealizm brytyjski
Idealizm brytyjski, idealizm angielski – nurt współczesnej filozofii brytyjskiej, dominujący w niej od drugiej połowy XIX w. do pierwszych dekad XX w., gdy został wyparty przez filozofię analityczną. 
Była to forma idealizmu wywodząca się z idei Kanta i Hegla. Centralnym pojęciem było w niej pojęcie Absolutu.

## Przedstawiciele

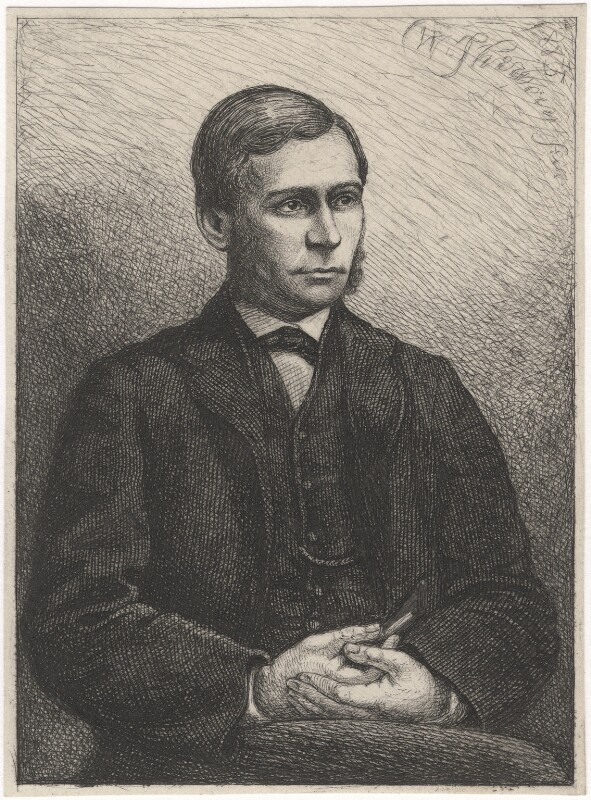
Thomas Hill Green. Grafika Charlesa Williama Sherborna, 1885

Początki idealizmu brytyjskiego wiązane są z twórczością filozofujących eseistów (Coleridge’a i Carlyle’a), którzy sprowadzili heglizm do Wielkiej Brytanii. Na uniwersytetach recepcja Hegla nastąpiła dzięki takim autorom jak James Hutchison Stirling i Benjamin Jowett. Praca Strilinga The Secret of Hegel (1865) była pierwszym systematycznym wykładem filozofii Hegla w języku angielskim i miała ogromne znaczenie dla jej recepcji w Wielkiej Brytanii. Z kolei Jowett zgromadził wokół siebie grono uczniów na Uniwersytecie Oksfordzkim, z którego ukształtował się nurt brytyjskiego idealizmu.
Za właściwego twórcę brytyjskiego idealizmu uważa się Thomasa Hilla Greena. Jego uczniami w Balliol College w Oksfordzie byli Bernard Bosanquet, Richard Lewis Nettleship, William Wallace, Francis Herbert Bradley oraz Arnold Toynbee. Do nurtu tego zaliczani są także Edward Caird (w Balliol College w latach 1860 i 1893)), Harold Henry Joachim (student Balliol College, uczeń Nettleshipa), John Richardson Illingworth (Corpus Christi College), Robin George Collingwood, James Ward oraz G.R.G. Mure. Wallace, Joachim, Bradley i Alfred Edward Taylor działali również w Merton College w Oksfordzie.
Poza Oksfordem drugim ośrodkiem idealizmu było Glasgow, gdzie studiowali i wykładali Edward i John Caird. Do uczniów Edwarda Cairda należą John Watson, Henry Jones, John Stuart Mackenzie, John MacCunn oraz John Henry Muirhead. 

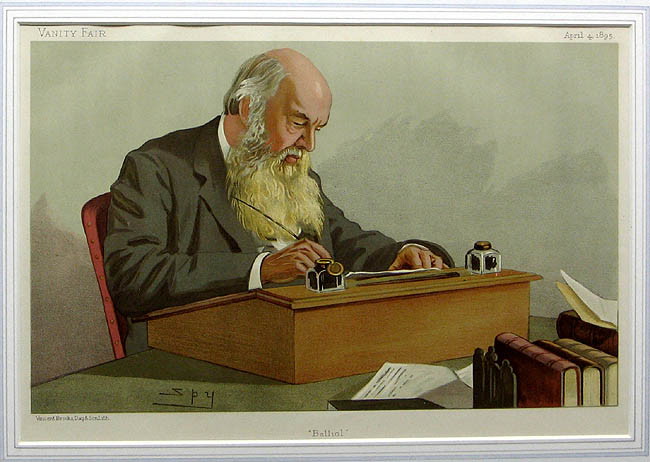
Edward Caird. Ilustracja w „Vanity Fair” z 4 kwietnia 1895

Kolejnym ośrodkiem był Edynburg, związany z takimi nazwiskami jak David George Ritchie, William Ritchie Sorley oraz Richard Burdon Haldane. Ritchie przeszedł w latach 1874–1878 do Balliol College, a Haldane na uniwersytet w Getyndze, gdzie studiował u Hermanna Lotzego. W Kolegium Trójcy Świętej w Cambridge działali Mackenzie, Sorley oraz J.M.E. McTaggart.
W XX wieku idealizm brytyjski (choć w mocno zmienionej formie) kontynuowany był przez Michaela Oakeshotta i W.H. Walsha.
Niektórzy historycy filozofii (Władysław Tatarkiewicz) łączą brytyjskich idealistów z amerykańskim transcendentalizmem (Ralph Waldo Emerson) i idealizmem (Josiah Royce), nazywając ich łącznie idealistami anglosaskimi. Brytyjscy idealiści są też czasami nazywani neoheglistami i grupowani łącznie z Heglem, Schellingiem i Roycem jako idealiści absolutni.

## Charakterystyka

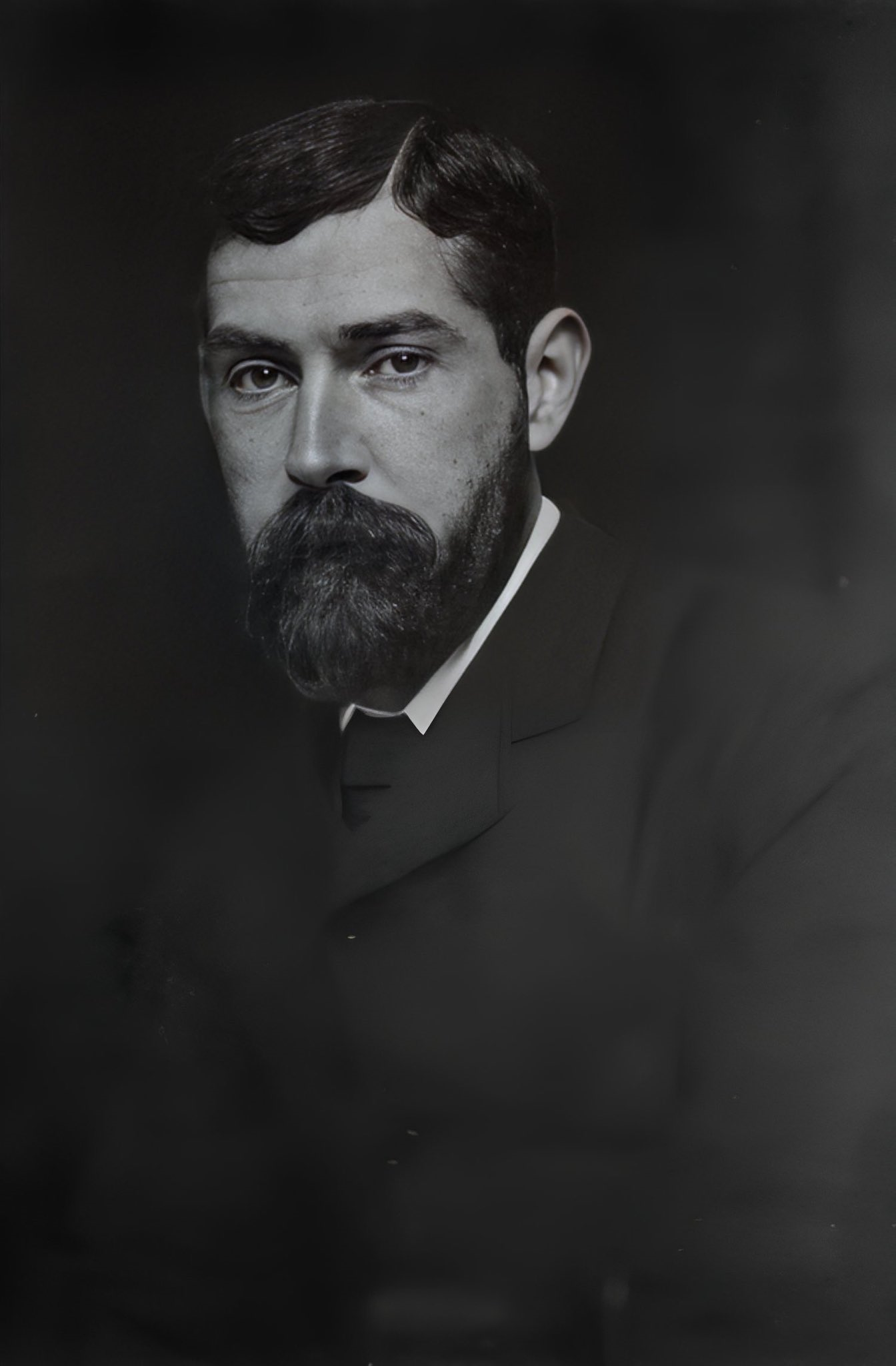
Francis Herbert Bradley

Początkowo idealizm brytyjski był krytyką dominujących nurtów: empiryzmu, utylitaryzmu i naturalizmu. Taki wymiar miała filozofia Greena. Rozwiniętą i oryginalną postać idealizmu zaprezentował dopiero Bradley.
Filozofia brytyjskich idealistów jest przede wszystkim ukształtowana przez ich pogląd na naturę wiedzy i rzeczywistości. Centralne miejsce zajmuje tu pojęcie Absolutu, wywiedzione przez Bradleya z filozofii Hegla.
Absolut jest całością zarówno bytu jak i poznania. Rzeczywistość jest Absolutem, na który składa się wszystko (zjawiska, idee, myśli) i który ma charakter wszechobejmującego systemu. Poszczególne doznania jednostek są tylko częścią tego Absolutu. Chociaż w procesie poznania rzeczywistość postrzegana jest jako pooddzielane zjawiska, a także jako rozdzielenie rzeczywistości i aktu poznania (doświadczenia, myśli). To intelekt rozdziela, różnicuje i dokonuje abstrakcji, przez co nie jest w stanie pojąć bezpośrednio Absolutu. Takie postrzeżenie możliwe jest natomiast za pomocą czucia i emocji
Konsekwencją tego jest także to, że poszczególne nauki, a także religia i literatura nie są oddzielone, lecz są elementami wspólnej całości. Poszczególne dyscypliny badawcze prezentują perspektywy partykularne, natomiast przedmiotem filozofii jest badanie całości.
Bradleyowskie ujęcie Absolutu było przedmiotem dyskusji i krytyki wśród samych idealistów (np. McTaggarta).

## Filozofia praktyczna
Wielu filozofów z tego kręgu zajmowało się obszernie tematyką etyczną, filozofią społeczną i polityczną. Idealiści podjęli się krytyki kontraktualistycznego liberalizmu, hedonizmu i utylitaryzmu. 
Filozofia społeczna i polityczna wyrastała z krytyk utylitaryzmu i indywidualizmu (szczególnie w wydaniu Herberta Spencera) czy leseferyzmu w gospodarce. Opierała się na założeniu, że jednostki nie można zrozumieć bez społeczeństwa, które w znaczący sposób ją kształtuje. Państwo nie powinno jedynie strzec wolności, ale pomagać jednostkom w osiąganiu pełni ich możliwości. Prawo nie jest prawem naturalnym, lecz ma służyć realizacji celów państwa. Ponadto brytyjscy idealiści opowiadali się za jednością teorii i praktyki, co oznacza, że nauka powinna angażować się w polityczne debaty. Współcześnie można odnotować wzrost zainteresowania brytyjskim idealizmem i łączenie go z socjalliberalizmem.

## Historia
W refleksji idealistów brytyjskich duże znaczenie grała historia, a historyczność zjawisk była jednym z przejawów wpływów heglowskich. Pojmowali oni historię filozofii nie jako zbiór idei i stanowisk, ale jako proces nawarstwiania się problemów i rozwiązań, rozwijających się w dialektycznym procesie znoszenia przeciwieństw.
Najbardziej znaczącym idealistycznym historykiem i filozofem historii był Robin George Collingwood. Innym znanym historykiem idealistycznym był Arnold Toynbee, autor prac z zakresu historii gospodarczej. 

## Krytyka
Idealizm, jako dominujący nurt filozoficzny w Wielkiej Brytanii przełomu XIX i XX w., spotkał się z wieloma krytykami. Amerykańscy pragmatyści odrzucali jego koncepcję Absolutu i związanym z nią monizmem w stosunku do świata. Rzeczywistość dla nich miała charakter pluralistyczny. Była zbiorem wielu sprzecznych zjawisk, ciągle się zmieniających, nietworzących harmonijnej całości i niedających się całościowo ująć. 
W Wielkiej Brytanii idealizm stał się przedmiotem krytyki powstającej filozofii analitycznej. Systematyczną krytykę idealizmu przeprowadzili Bertrand Russell i George Edward Moore, którzy podważali idealistyczną jedność poznania i rzeczywistości (wskazując na niezależność tych kategorii). 
Późniejsza dominacja angielskiej filozofii politycznej przez filozofię analityczną spowodowała, że idealizm był przez wiele lat niedoceniany i uznawany za przestarzały.